# TTL 7432

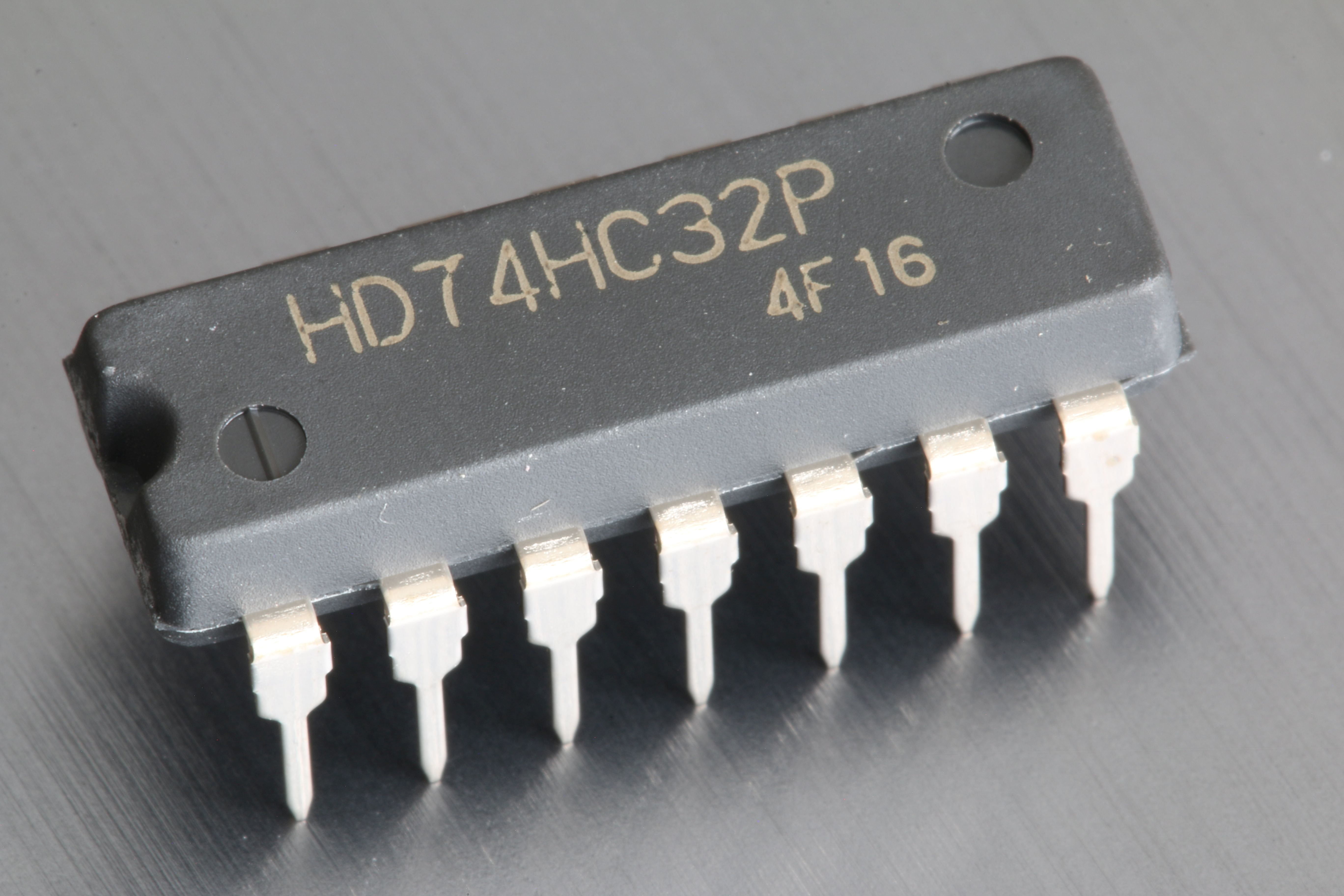
Circuito integrado HD74HC32P

Diagrama de pinos de um circuito integrado 7432

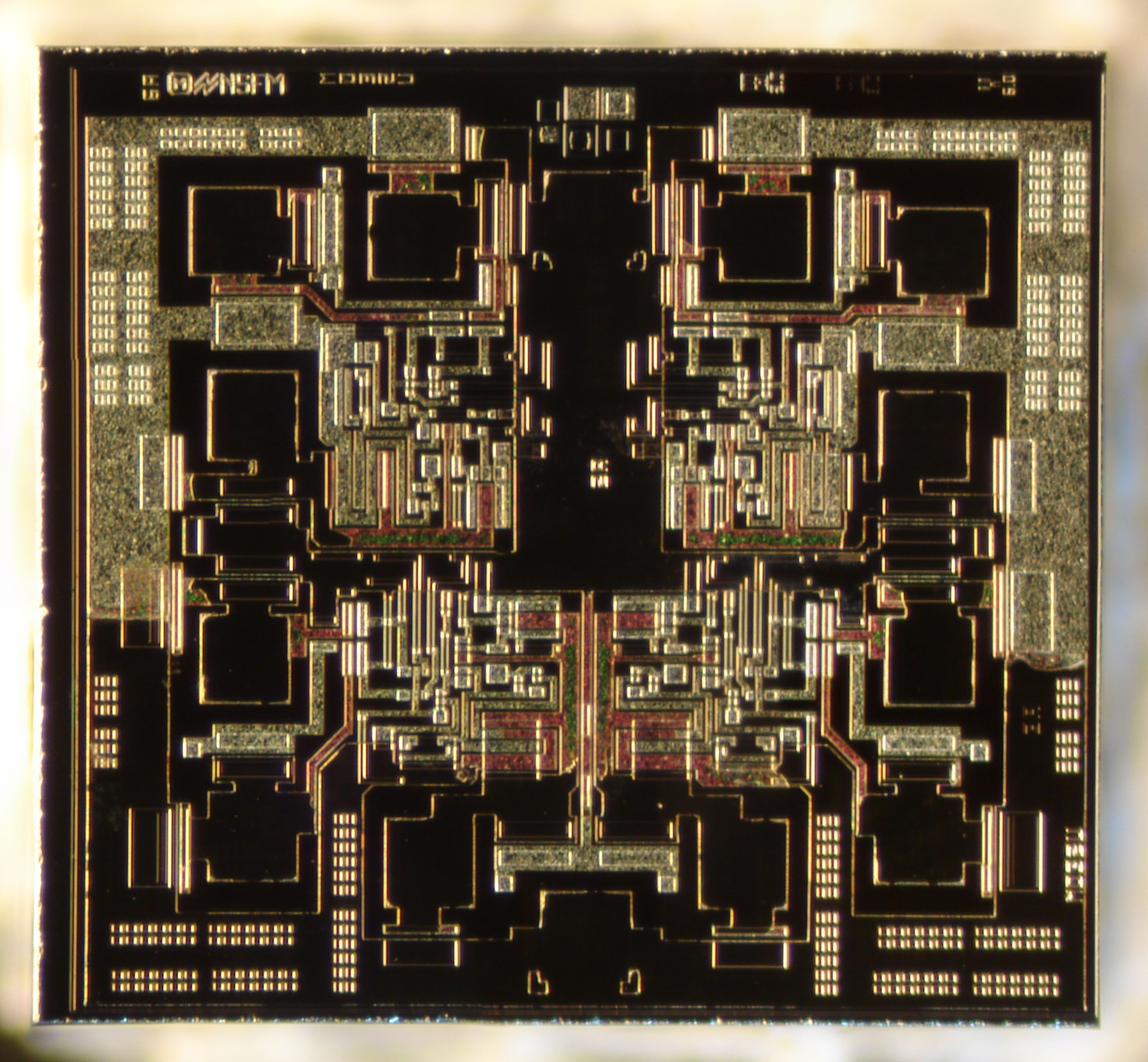
74F32

O circuito TTL 7432 é um dispositivo TTL encapsulado em um invólucro DIP de 14 pinos que contém quatro portas OR de duas entradas.

## Tabela-verdade
{\displaystyle Y={A+B}}
| A (entrada) | B (entrada) | Y (saída) |
| ----------- | ----------- | --------- |
| L           | L           | L         |
| L           | H           | H         |
| H           | L           | H         |
| H           | H           | H         |

H (nível lógico alto)
L (nível lógico baixo)